# Брилль, Дмитрий Емельянович
Дмитрий Емельянович Брилль (16 мая 1901, Санкт-Петербург, Российская империя — 21 февраля 1981, Ленинград, СССР) — советский учёный, конструктор артиллерийских систем. Член-корреспондент Академии артиллерийских наук (14 апреля 1947), профессор (1954), лауреат Сталинской премии (1946)

## Биография
С октября 1918 г. - старший электромонтер, с сентября 1919 г. - техник электромеханических установок, с сентября 1921 г. -заведующий электростанцией Управления начальника инженеров крепости Кронштадт. В марте 1924 г. уволен в запас. С 1924 г. - на Ленинградском металлическом заводе имени Сталина: мастер-монтажник; с 1928 г. - конструктор; с 1932 г. -помощник заведующего конструкторским бюро. Одновременно с 1928 г. - студент Ленинградского электромеханического института, из которого в 1930 г. переводится в Ленинградский политехнический институт. С 1937 г. - главный инженер проектов - главный конструктор сверхмощных артиллерийских установок для Военно-морского флота Ленинградского металлического завода имени Сталина. Одновременно занимался педагогической деятельностью на курсах конструкторов (1934), в техническом училище (1934-1935), в Военно-механическом институте (1934-1941), Военной электротехнической академии (1938-1941) и Военно-морской академии (1936-1941). Во время Великой Отечественной войны в блокадном Ленинграде занимался ремонтом корабельных и береговых артиллерийских установок. С мая 1942 г. - помощник главного конструктора Центрального артиллерийского конструкторского бюро на станции Подлипки Московской области. С 1944 г. - заместитель главного конструктора Ленинградского филиала Центрального артиллерийского конструкторского бюро. С 1945 г. — начальник конструкторского бюро № 2 Ленинградского филиала Центрального артиллерийского конструкторского бюро. С 1946 г. - заместитель главного конструктора Морского артиллерийского центрального конструкторского бюро Министерства вооружения. Одновременно вел научную и преподавательскую деятельность в Ленинградском военно-механическом институте, где в 1952-1961 гг. заведовал кафедрой. С июня 1961 г. - персональный пенсионер союзного значения. 
Специалист в области артиллерийских систем. Автор более 90 научных трудов и изобретений. Имел более 30 авторских свидетельств на изобретения, связанные с введением новых принципов работы механизмов артиллерийских установок. Участвовал в создании и руководил проектированием морских корабельных и береговых установок, в том числе крупнейшей башенной установки МК-1 для 406-мм орудий Б-37. Провел ряд крупных работ по модернизации береговых и корабельных артиллерийских установок. Осуществлял техническое руководство коллективом конструкторов, разрабатывавшим новейшие крупнейшие артиллерийские установки. После Великой Отечественной войны занимался созданием автоматических артиллерийских систем и новых гидравлических систем. 
Похоронен в Санкт-Петербурге. 

## Награды и премии
- орден Ленина (16.09.1945)
- орден Отечественной войны 1-й степени (1944)
- два ордена Трудового Красного Знамени (1944, 28.07.1947)
- орден Красной Звезды (1939)
- медали
- Сталинская премия первой степени (1946) — за создание нового образца артиллерийского вооружения[2]